# Liste des médaillés olympiques en skateboard
Voici la liste des médaillés et médaillées des épreuves de skateboard aux Jeux olympiques depuis leur introduction au programme en 2020.

## Hommes

### Park
| Édition                        | Or                  | Argent             | Bronze             |
| ------------------------------ | ------------------- | ------------------ | ------------------ |
| Tokyo 2020 résultats détaillés | Keegan Palmer (AUS) | Pedro Barros (BRA) | Cory Juneau (USA)  |
| Paris 2024 résultats détaillés | Keegan Palmer (AUS) | Tom Schaar (USA)   | Augusto Akio (BRA) |

### Street
| Édition                        | Or                  | Argent               | Bronze             |
| ------------------------------ | ------------------- | -------------------- | ------------------ |
| Tokyo 2020 résultats détaillés | Yuto Horigome (JPN) | Kelvin Hoefler (BRA) | Jagger Eaton (USA) |
| Paris 2024 résultats détaillés | Yuto Horigome (JPN) | Jagger Eaton (USA)   | Nyjah Huston (USA) |

## Femmes

### Park
| Édition                        | Or                    | Argent              | Bronze          |
| ------------------------------ | --------------------- | ------------------- | --------------- |
| Tokyo 2020 résultats détaillés | Sakura Yosozumi (JPN) | Kokona Hiraki (JPN) | Sky Brown (GBR) |
| Paris 2024 résultats détaillés | Arisa Trew (AUS)      | Kokona Hiraki (JPN) | Sky Brown (GBR) |

### Street
| Édition                        | Or                   | Argent            | Bronze              |
| ------------------------------ | -------------------- | ----------------- | ------------------- |
| Tokyo 2020 résultats détaillés | Momiji Nishiya (JPN) | Rayssa Leal (BRA) | Funa Nakayama (JPN) |
| Paris 2024 résultats détaillés | Coco Yoshizawa (JPN) | Liz Akama (JPN)   | Rayssa Leal (BRA)   |